# Ливуд (Мисури)
Ливуд (енгл. Leawood) град је у америчкој савезној држави Мисури.

## Демографија
По попису из 2010. године број становника је 682, што је 222 (-24,6%) становника мање него 2000. године.
| Група             | 2000.       | 2010.       |
| Белци             | 840 (92,9%) | 637 (93,4%) |
| Афроамериканци    | 5 (0,6%)    | 4 (0,6%)    |
| Азијати           | 18 (2,0%)   | 8 (1,2%)    |
| Хиспаноамериканци | 20 (2,2%)   | 12 (1,8%)   |
| Укупно            | 904         | 682         |